# Kim Kardashian
Kimberly "Kim" Kardashian (nascuda Kimberly Noel Kardashian; Los Angeles, 21 d'octubre de 1980) és una model, actriu i empresària estatunidenca. És coneguda per formar part de La familia Kardashian i pel seu programa Keeping Up with the Kardashians, un reality show emès pel canal E!, al qual fou convidada el 2007, després d'una "sex tape". El 2010, Kardashian era la celebritat més pagada dels reality show, amb uns guanys estimats amb 6 milions de dòlars.
L'agost de 2011, Kardashian es casà amb el jugador de bàsquet Kris Humphries. Després de setanta-dos dies de matrimoni, demanà el divorci, finalitzat el juny del 2013. El mateix any, Kardashian donà a llum a la seva filla North, a partir de la seva relació amb el raper i productor Kanye West, amb el qui es comprometé l'octubre de 2013 i es casà el 24 de maig de 2014 a Florència, Itàlia. Més endavant la parella tingué tres fills més: Saint West, Chicago West i Psalm West. El 19 de febrer de 2021, Kardashian demanà el divorci a West, procés que finalitzà el 2 de març de 2022.

## Filmografia

### Cinema
- 2008: Disaster Movie com a Lisa
- 2009: Deep in the Valley com a Summa Eve.
- 2013: Tyler Perry's Temptation com a Ava
- 2018: Ocean's 8 com a ella mateixa (cameo)

### Sèries televisives
- 2009: CSI: NY com a Debbie Fallon (1 episodi)
- 2009: How I Met Your Mother com a ella mateixa (1 episodi)
- 2009: Beyond the Break com a Elle (4 episodis)
- 2010: 90210 com a ella mateixa (a l'estrena de la tercera temporada)
- 2012: Drop Dead Diva com a Nikki
- 2012: 30 Rock
- 2012:Last Man Standing
- 2012: Punk'd
- 2014: 2 Broke Girls com a ella mateixa (1 episodi).
- 2014: American Dad! com a àlien sensual.

### Programes de Televisió i Reality Shows
- 2007 - 2020: Keeping Up with the Kardashians
- 2008: Dancing With the Stars
- 2009: Kourttney and Kim in Miami
- 2009 i 2011: America's Next Top Model
- 2020: Kim Kardashian West: The Justice Project com a ella mateixa

### Vídeos musicals
2016: M.I.L.F. $ (vídeo musical de Fergie) com a ella mateixa
2007: Thnks fr th Mmrs (video musical de Fall Out Boy) com a convidada